# Nhà thờ Hồi giáo Omar Ibn Al-Khattab
Nhà thờ Hồi giáo Omar Ibn Al-Khattab (tiếng Tây Ban Nha Omar Iban Al-Jattab) là một nhà thờ Hồi giáo tại Maicao, La Guajira, Colombia. Nó là nhà thờ Hồi giáo lớn thứ ba tại châu Mỹ Latinh. Dân địa phương gọi nó là “La Mezquita” (“Nhà thờ Hồi giáo”), đơn giản vì nó là nhà thờ Hồi giáo duy nhất trong vùng. Cùng với trường Dar Alarkan, nhà thờ Hồi giáo này tạo nên một trung tâm văn hóa và tín ngưỡng đạo Hồi cho vùng. Ngôi nhà thờ Hồi giáo này được xây vào ngày 17 tháng 9 năm 1997, theo tên vua Hồi Sunni thứ hai Omar Ibn Al-Khattab. Nó có thể dễ dàng chứa hơn 1,000 người.